# جورج ادموندسون (بازیکن فوتبال)
جورج ادموندسون (انگلیسی: George Edmundson؛ زادهٔ ۱۵ اوت ۱۹۹۷) بازیکن فوتبال اهل بریتانیا است.
از باشگاه‌هایی که در آن بازی کرده‌است می‌توان به باشگاه فوتبال فایلد، باشگاه فوتبال اولدهام اتلتیک، باشگاه فوتبال رنجرز، باشگاه فوتبال رامزبوتوم یونایتد، و باشگاه فوتبال آلفرتون تاون اشاره کرد.